# Regnbågsflaggan (HBTQ)

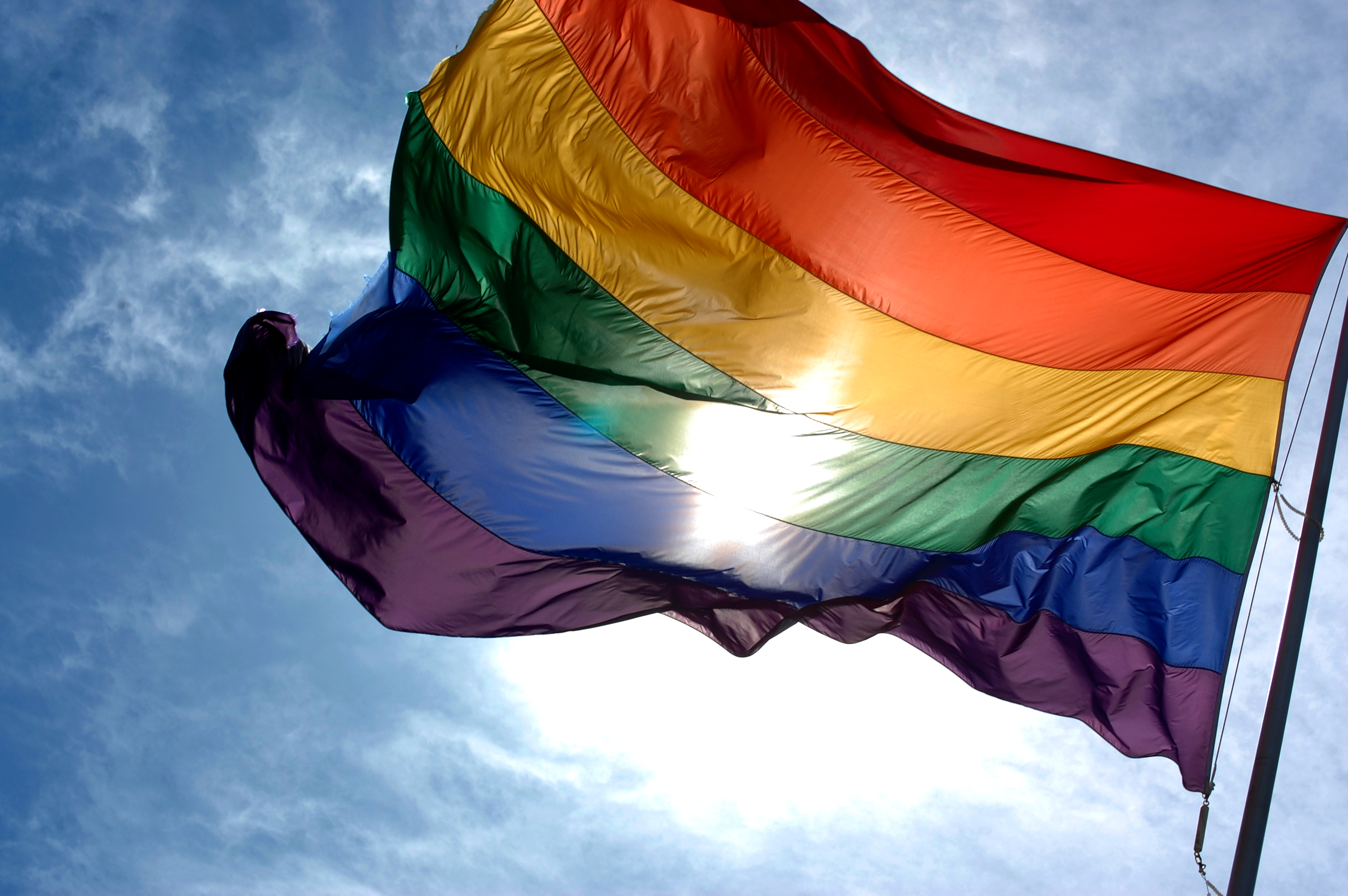
Prideflaggan

Regnbågsflaggan, även kallad prideflaggan, är en populär symbol inom HBTQ-rörelsen. Flaggans färger, rött, orange, gult, grönt, blått och violett, återspeglar mångfalden inom HBTQ-rörelsen och flaggan används ofta som en symbol för stolthet bland homosexuella, bisexuella, trans- och queerpersoner.
Prideflaggan har sitt ursprung i Kalifornien, men används idag över hela världen.

## Historia
Den ursprungliga flaggan med 8 färger, från 1978

Version där den rosa färgen avlägsnats (1978–79)

Sedan 1979 används en flagga med 6 färger.
Prideflaggan skapades i San Francisco på 1970-talet av Gilbert Baker, uppmuntrad av Harvey Milk. Fram till dess användes ofta den rosa triangeln som en symbol för HBTQ-rörelsen, men de båda ville ha en ny symbol, skapad av den egna rörelsen och befriad från minnet av förintelsen. Baker sa själv att "Vi behövde någonting vackert. Någonting från oss".
Ursprungligen hade regnbågsflaggan åtta färger: rosa för sexualitet, rött för ljus, orange för helande, gult för solen, grönt för naturens lugn, turkos för konst, indigo för harmoni och violett för anden. Rosa togs tidigt bort, för att det då var svårt att hitta ett kommersiellt gångbar metod att trycka den på tyg. Indigo togs bort för att ett jämnt antal färger fungerade bättre rent praktiskt när man skulle dela upp flaggan på två sidor av en gata under prideparaden.
Första gången flaggan visades offentligt var på San Francisco Pride 1978. Sedan dess har flaggan använts i prideparader över hela världen, bland annat på Stockholm Pride.
1994, vid 25-årsminnet av Stonewallupproret, skapades en 1,6 kilometer lång regnbågsflagga som bars i prideparaden i New York. Projektet som kallades Raising The Rainbow leddes av Gilbert Baker, och satte rekordet för världens längsta flagga.
2003 var Baker återigen involverad i skapandet av en jättelik version av regnbågsflaggan. Den gången kallades projektet "25 Rainbow Sea to Sea" och då skapades en 2 km lång flagga i de ursprungliga 8 färgerna, för att fira prideflaggans 25-årsjubileum. Efteråt delades flaggan upp och delar av den skickades till mer än 100 städer över hela jorden.

## Variationer
Det finns många variationer på Prideflaggan. Det är till exempel vanligt med att nationsflaggor görs om i regnbågens färger för att symbolisera rörelsen i det landet.

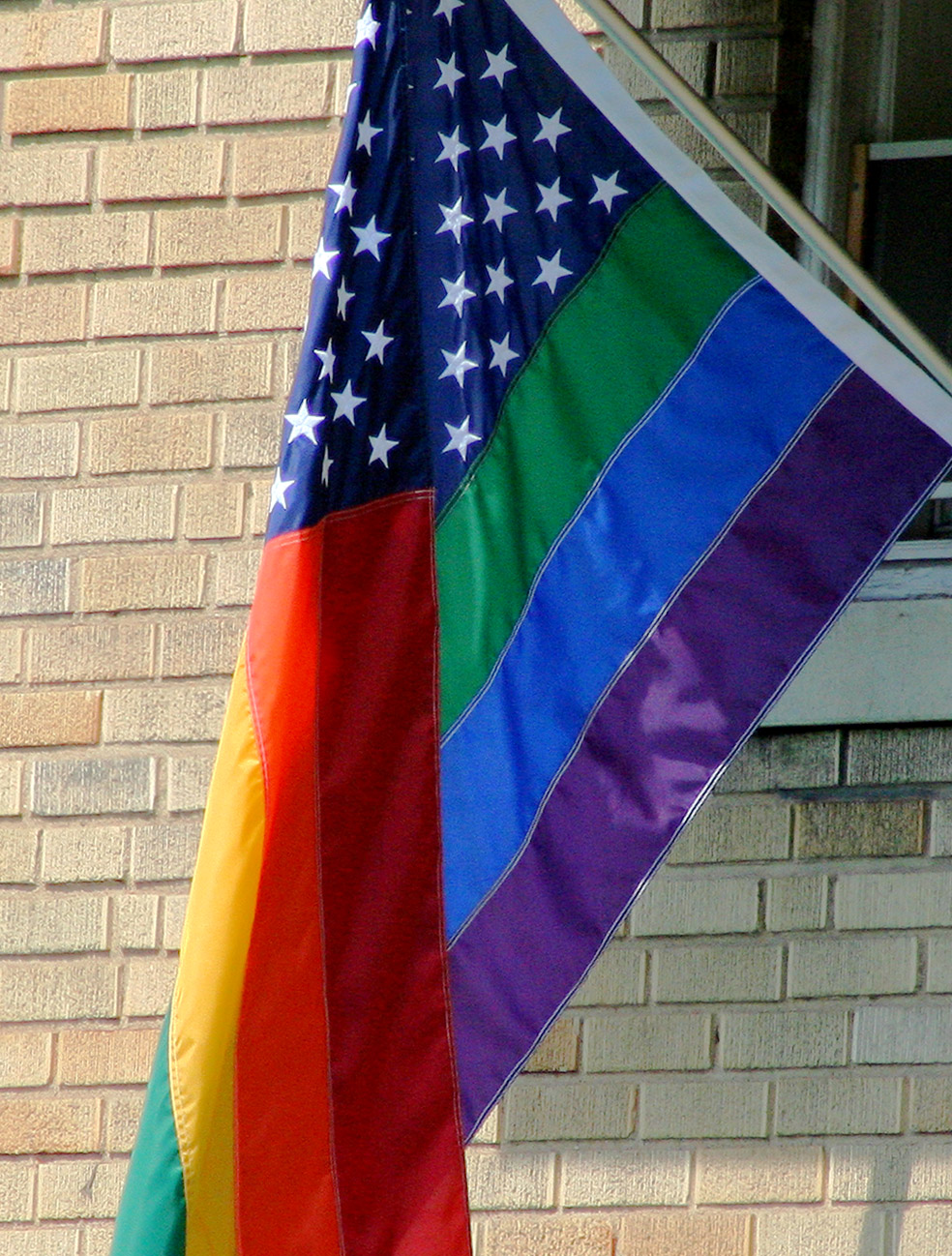
Den så kallade Freedom flag, en korsning av regnbågsflaggan och USA:s flagga.

En särskilt flagga är Victory over AIDS-flaggan designad av aktivister under början av Aids-pandemin. Flaggan utgår från regnbågsflaggan men med en svart rad längs ner som symboliserar de som har dött i sjukdomen. Leonard Matlovich—som själv dog av komplikationer till följd av Aids—föreslog att om ett botemedel skulle upptäckas ska den svarta randen tas bort från alla flaggor. Sedan ska alla de svarta ränderna samlas och föras till Washington, D.C. där de ceremoniellt eldas upp.
I flera länder som USA och Storbritannien är det vanligt med att nya ränder och symboler läggs till på flaggan läggs till för att uppmärksamma särskilda grupper. Exempel på sådana är The Philadelphia 2017 eight-stripe-flaggan som har en svart och en brun rand högst upp. Den presenterades av staden Philadelphia i juni 2017 och är till för att uppmärksamma frågorna som särskilt drabbar svarta och bruna HBTQ-personer. 
Progress Pride-flaggan är en av de vanligaste alternativa regnbågsflaggorna. Den har utöver ovan nämnda svarta och bruna ränder också turkosa, rosa och vita färger som symboliserar transpersoner. De nya färgerna formar en högerriktad pil som står för hur rörelsen rör sig framåt. En variant av denna flagga New Pride-flaggan där de fem färgerna istället täcker över halva regnbågen diagonalt. Slutligen finns en uppdaterad version av Progress Pride-flaggan designad av Valentino Vecchietti, men med en lila ring på en gul bakgrund som symboliserar intersexpersoner.

Victory over AIDS-flaggan.
The Philadelphia 2017 eight-stripe-flaggan
Progress Pride-flaggan.
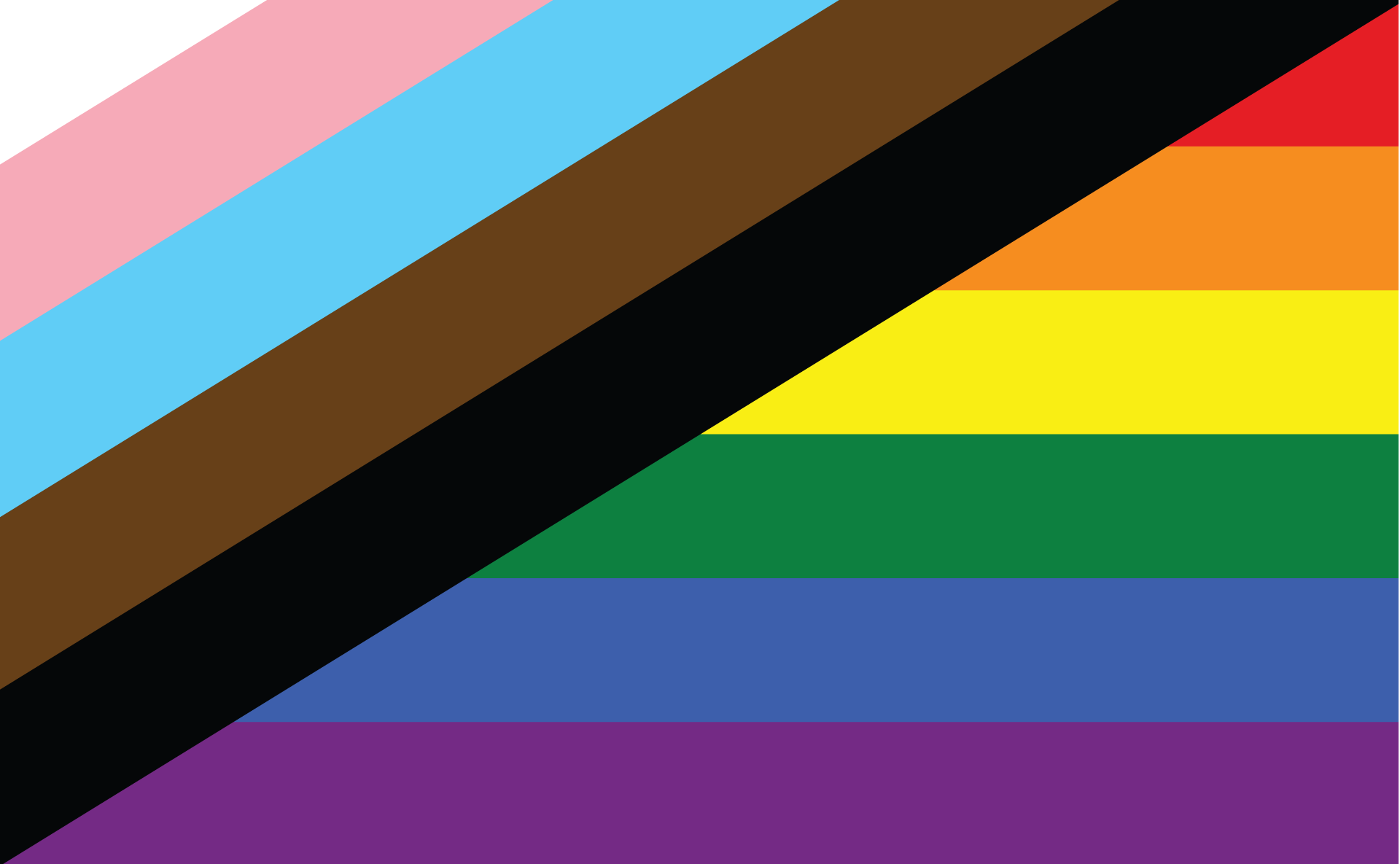
New Pride-flaggan.
Intersexinklusiv version av Progress Pride-flaggan.